# Стюарт, Джон, 1-й граф Траквейр
Джон Стюарт (англ. John Stewart; около 1600 — 27 марта 1659) — шотландский дворянин, 1-й граф Траквейр с 1633 года, государственный деятель, участник ковенантского движения и лорд-казначей Шотландии в 1636—1641 гг.

## Биография
Джон Стюарт происходил из одной из боковых ветвей дома Стюартов и был потомком графов Бухана. Сын Джона Стюарта Младшего из Траквейра. Его матерью была Маргарет Стюарт, дочь Эндрю, мастера Очилтри (? — 1578), и Маргарет Стюарт (? — 1627). Она была фрейлиной королевы Анны Датской.
В 1630 году он был назначен заместителем лорда-казначея Шотландии, а в 1634 году принял участие в суде над лордом Балмерино, причем по некоторым данным его голос был решающим для вынесения приговора о смертной казни. С 1636 года Траквейр состоял в должности лорда-казначея Шотландского королевства. Финансовые мероприятия Траквейра, направленные на повышение доходов казны, вызвали рост недовольства в Шотландии, вылившиеся в волнения 17 октября 1637 года в Эдинбурге.
В то же время церковная политика короля Карла I привела к сплочению шотландского общества в защиту пресвитерианства. В результате к концу 1637 г. Шотландию захлестнуло мощное восстание. В самом государственном совете часть должностных лиц симпатизировала движению. В декабре 1637 г. Траквейр был отправлен в Лондон для доклада королю о положении дел в стране. Он вез предложения по некоторым уступкам в церковной сфере, которые должны были успокоить общество. Однако Карл I отказался идти на компромисс и миссия Траквейра провалилась. 28 февраля 1638 года шотландская оппозиция подписала «Национальный ковенант», который стал ядром объединения страны против короля. Государственный совет Шотландии отказался осудить Ковенант и перешел на сторону восставших. Траквейр пытался сохранять лояльность королю и тайно переправил оружие в королевский замок Далкейт, однако, в марте 1639 года был вынужден сдать замок ковенантерам.
В августе 1639 года Траквейр был назначен представителем короля на генеральной ассамблее шотландской церкви в Эдинбурге и принял участие в принятии акта об упразднении епископата. Однако вскоре граф воспрепятствовал открытию парламента, на котором предполагалось утвердить это решение. Такая непоследовательность Траквейра не могла не вызвать подозрение как у ковенантеров, так и у роялистов, и в 1641 года шотландский парламент даже выдал ордер на арест графа и приговорил его к смерти за измену Ковенанту. Королю удалось добиться отмены приговора, однако Траквейр был вынужден оставить пост лорда-казначея Шотландии. В 1644 году граф вновь был осужден за противодействие Ковенанту, объявлен «врагом истинной веры» и приговорен к штрафу в размере 40 тысяч шотландских марок.
В 1645 году сын графа Траквейра, Джон Стюарт, лорд Линтон, командующим отрядом в роялистской армии маркиза Монтроза, покинул вместе со своими солдатами расположение войск накануне решающей битвы при Филиппхоу, в которой роялисты были наголову разгромлены ковенантерами. Это дало повод подозревать измену Траквейра. В 1646 году граф был восстановлен парламентом Шотландии в правах и примкнул к «ингейджерам», сторонникам примирения с королём. Траквейр принял участие в военных действиях нового шотландского правительства против английского парламента и был пленен в битве при Престоне (1648).
В 1654 году Траквейр был освобожден из английского заключения по приказу Оливера Кромвеля, а 27 марта 1659 года граф скончался.

## Семья
Джон Стюарт был женат на леди Кэтрин Карнеги, дочери Дэвида Карнеги, 1-го графа Саутеска (1575—1658), и Маргарет Линдсей (? — 1614). У них было трое детей:
- Джон Стюарт, 2-й граф Траквейр (ок. 1622—1666), преемник отца.
- Маргарет Стюарт, жена Джеймса Дугласа, 2-го графа Куинсберри (до 1622—1671), и мать Уильяма Куинсберри, 1-го герцога Куинсберри.
- Элизабет Стюарт, жена Патрика Мюррея, 2-го лорда Элибанка (? — 1649).